# Jacky Chan: la mano che uccide
Jacky Chan: la mano che uccide (笑拳怪招S, Xiǎo quán guài zhàosP) è un film del 1979 diretto da Jackie Chan e uscito in Italia nel 1982.

## Trama
Cina, primo Novecento. Il giovane Shing Lung vive in campagna con suo nonno. Il ragazzo è sfaticato, irriverente ed immaturo, ma ignora che suo nonno era un tempo appartenente a una setta di boxers ribelli contro la dinastia Ching. Quando il vecchio, proprio per colpa involontaria del nipote, viene scoperto ed ucciso dall'antico nemico, il temibile killer chiamato Unicorno, il ragazzo cerca di vendicarlo ma sarebbe stato ucciso anche lui se non fosse intervenuto a salvarlo un mendicante che in realtà era un altro sovversivo amico del nonno. Il giovane viene erudito dal mendicante nel particolarissimo Kung-Fu Emozionale ed infine si vendica uccidendo Unicorno ed i suoi due spadaccini, al termine d'una serie di combattimenti drammatici ma anche comici, nei quali la tecnica è quella di esasperare e disorientare l'avversario con reazioni emotive bizzarre e contrarie a quelle che il nemico si attende.